# Raummode
Raummode (von englisch room mode, dort von lateinisch modus; Plural: Raummoden) ist ein Fachbegriff der Akustik.
Er beschreibt Eigenschaften stehender Schallwellen mit einer Eigenfrequenz in geschlossenen Räumen, wobei vor allem die Auswirkung auf den Höreindruck der darin befindlichen Menschen von Interesse ist.

Raummoden zwischen zwei harten Wänden. An den Wänden muss dabei immer maximaler Schalldruck herrschen, was an den dortigen Druckbäuchen zu erkennen ist.

Eine Raummode ist eine den Raum ausfüllende Eigenform der Luft, während sie mit einer von mehreren Eigenfrequenzen schwingt. Die Schwingung pendelt dabei zwischen zwei gegensätzlichen Auslenkungszuständen. Die Raummoden zeigen also, wo im Raum sich Schwingungsknoten und -bäuche bei bestimmten Eigenfrequenzen ausbilden.
Für den Beobachtungszeitraum wandert die Welle nicht mehr durch den Raum, sondern hat feste Amplituden-Maxima und -Minima. Die Schwingungsknoten sind Nullstellen der Amplitude, d. h. an der Stelle, an der ein Knoten auftritt, gibt es keine Auslenkung. In der Praxis bedeutet dies, dass sich z. B. für Wohnräume mit Hifi-Anlagen der Höreindruck mit der Position der Person im Raum ändert.
Abhängig von der Raumakustik bilden sich speziell bei üblichen Wohnraumabmessungen einige Wohnraummoden im tiefen Frequenzbereich aus, die sehr störend wirken können.
Von vorrangiger Bedeutung sind jene Moden, die am stärksten ausgebildet sind. Bei Räumen gibt es sechs Freiheitsgrade für Eigenschwingungen, was zu einer mehrdimensionalen Zusammensetzung der möglichen Eigenfrequenzen und deren Schwingungsformen führt.
Grundsätzlich wird die Anzahl der maximal möglichen Freiheitsgrade durch die herrschenden Zwangsbedingungen wieder reduziert. Wenn man die ganzzahligen Harmonischen ausklammert, gibt es je Freiheitsgrad eine Eigenschwingung. Die Freiheitsgrade für Moden in Räume lassen sich für Berechnungen in guter Näherung auf drei begrenzen.

## Anregung von Eigenformen
Während kleine Räume ausgesprochen diskrete Eigenfrequenzen aufweisen, überlagern sich bei großen Räumen wie bei Kirchen alle Moden zu einem Kontinuum – es tritt verstärkt Hall auf. Bei Räumen spiegeln die Raummoden, wie der Klang eines Raums verfärbt wird, weil bestimmte Töne besonders hervortreten und eine ungleichförmige Energieverteilung innerhalb des Raums haben. Treten diskrete Resonanzfrequenzen auf, so sind diese auffälliger als wenn mehrere Resonanzen gleichmäßig im Spektrum verteilt sind.
Eine bestimmte Resonanzfrequenzverteilung ist eine physikalische Eigenschaft des Raumes, die von seinen Abmessungen abhängt. Nur bestimmte Frequenzen werden angeregt. Bei diesen Resonanzeffekten spielen sowohl der erhöhte Pegel als auch die zeitliche Fortdauer des Tons eine Rolle. Die Amplitude einer akustischen Mode hängt von der Position im Raum ab. Der Grad der Klangverfärbung ist daher von Ort zu Ort verschieden.

Eine stehende Welle. An den Enden (den Raumbegrenzungen) erscheint jeweils ein Druckbauch als Maximum.

## Schröderfrequenz
Kennt man die Nachhallzeit {\displaystyle T} eines Raumes (in Sekunden) und sein Volumen {\displaystyle V} (in {\displaystyle \mathrm {m^{3}} }), so kann mit Hilfe folgender Zahlenwertgleichung die Schröderfrequenz oder Großraumfrequenz {\displaystyle f_{\text{s}}} bestimmt werden, die bei den meisten Räumen um 300 Hz liegt:
{\displaystyle f_{\text{s}}=2000\,{\sqrt {\frac {\text{T}}{\text{V}}}}{\text{Hz}}\approx {\frac {1}{\pi }}{\sqrt {\frac {c_{S}^{3}{T}}{V}}}={\frac {c_{S}}{r_{H}\pi }}}
Nahezu das Gleiche ergibt sich, wenn man die Schallgeschwindigkeit cS bzw. den Hallradius rH einsetzt und das Ergebnis durch π teilt.
Unterhalb der Schröderfrequenz können akustische Moden des Raums wahrnehmbare Klangverfärbungen bewirken. Da diese besonders die tiefen Töne betreffen, werden sie als Dröhnen, Booming oder Ein-Noten-Bass empfunden. Oberhalb dagegen verursachen sie in Wohnräumen keine hörbaren Verzerrungen der Wiedergabe, weil die Moden in Form von dichten Reflexionen und Nachhall ineinander übergehen.

## Berechnung
Vorrangig werden drei Arten stehender Moden berechnet, die in einem typischen quaderförmigen Hörraum vorkommen. Dieses sind axiale (longitudinale), tangentiale und diagonale Moden (auch Oblique- oder Schrägmoden genannt). Die axialen Moden dominieren deutlich.
„Die Raummode erster Ordnung tritt bei einer Frequenz auf, deren halbe Wellenlänge dem Abstand zwischen den beiden Wänden entspricht. […]
Die Eigenfrequenzen {\displaystyle f_{\text{n}}} des vom betrachteten Wandpaar eingeschlossenen eindimensionalen Raumes berechnet sich aus
{\displaystyle f_{\text{n}}={\frac {c_{0}\cdot n}{2\cdot d}}}
Dabei ist
- {\displaystyle c_{0}} die Schallgeschwindigkeit,
- {\displaystyle d} der Abstand zwischen den beiden Wänden und
- {\displaystyle n} die Ordnung der Raummode, die auch gleichzeitig der Anzahl der Schalldruckminima […] entspricht.

Die an zwei parallelen Wänden angestellten Überlegungen lassen sich auf dreidimensionale quaderförmige Räume übertragen. Dabei treten zusätzlich zu den beschriebenen, als axial bezeichneten Moden zwischen zwei gegenüberliegenden Wandpaaren auch Moden auf, deren Pfade sich in zwei und drei Dimensionen des Raumes bewegen. Man bezeichnet diese im zweidimensionalen Fall als tangentiale und im dreidimensionalen Fall als oblique Moden.
Die Berechnung aller Eigenfrequenzen {\displaystyle f_{\mathrm {n_{x}/n_{y}/n_{z}} }} eines quaderförmigen Raumes kann mit der bereits 1896 von John William Strutt, 3. Baron Rayleigh beschrieben Formel erfolgen:
{\displaystyle f_{\mathrm {n_{x}/n_{y}/n_{z}} }={\frac {c_{0}}{2}}{\sqrt {\left({\frac {n_{\text{x}}}{l_{\text{x}}}}\right)^{2}+\left({\frac {n_{\text{y}}}{l_{\text{y}}}}\right)^{2}+\left({\frac {n_{\text{z}}}{l_{\text{z}}}}\right)^{2}}}\,}
Dabei ist
- wiederum {\displaystyle c_{0}} die Schallgeschwindigkeit,
- {\displaystyle l_{\text{x}},l_{\text{y}}} und {\displaystyle l_{\text{z}}} sind die Abmessungen des Raumes, also Länge, Breite und Höhe, und
- {\displaystyle n_{\text{x}},n_{\text{y}}} und {\displaystyle n_{\text{z}}} bezeichnen die Ordnungen der Moden in den jeweiligen Richtungen. […]

Aus der Überlagerung aller Moden eines Raumes setzt sich die räumliche Schalldruck-Schallschnelle-Verteilung und damit das dreidimensionale Feld komplexer Schallfeldimpedanzen zusammen. Raummoden sind resonanzfähige Systeme.“ (Stefan Weinzierl)

## Ordnungszahl
Die Frequenzen und Eigenschwingungsformen werden nach ihrer Ordnungszahl (Nummer) benannt, also:
1. Die erste Eigenschwingungsform oder Grundform stellt sich bei einer Schwingung mit der ersten Eigenfrequenz, der Grundfrequenz, ein.
2. Die zweite Eigenschwingungsform schwingt mit der zweiten Eigenfrequenz.
3. usw.

Ist die Zusammensetzung der Eigenfrequenzen komplexer, etwa bei Räumen, so wird die Ordnungszahl mehrstellig oder durch Komma getrennt in Klammern angegeben.

## Minimierung der Auswirkungen
Ein Raum mit harten Wänden zeigt markante Spitzen bei bestimmten Raumresonanzfrequenzen. Durch Maßnahmen zur Schallabsorption kann das geändert werden. Je nach Menge und Position der absorbierenden Materialien in einem Raum werden diese markanten Ausprägungen gemindert. Es gibt inzwischen eine Vielfalt an akustischen Absorbermaterialien, die geeignet sind bestimmte Frequenzbereiche bevorzugt zu dämpfen. Mikroperforierte Deckenpanele, Spezialfolien mit Perforationen, und konventionelle Absorberpanele können verwendet oder kombiniert werden um Raumakustik für den jeweiligen Einsatzbereich zu optimieren.

„Für Abhängehöhen zwischen 200 und 600 mm, wie sie in der Praxis häufig vorkommen, liegt das Wirkungsmaximum dieser neuartigen Akustik-Decke im so wichtigen Frequenzbereich zwischen 125 und 500 Hz, wo bei der heute üblichen kargen Möblierung mit durchweg schallharten Oberflächen die Schallabsorption der Decke dringend benötigt wird. Bei Frequenzen zwischen 500 und 2000 Hz, wo die Decke weniger stark schluckt, ist i.a. Schallabsorption durch Teppiche, Vorhänge und die Personen selbst vorhanden. Dies führt zu einer relativ ausgeglichenen Nachhallzeit über der Frequenz und einem geringeren Schallpegel in den Räumen.“

Auch passive und aktive Resonanzabsorber kommen zum Einsatz. Besteht die Möglichkeit die Raumgeometrie in der Planungsphase zu ändern, so kann man günstige Proportionen erreichen. In Kombination mit geeigneten Schalldämmungsmaßmahnen kann die Raumakustik für den Anwendungsbereich weiter optimiert werden. Auch die Art der Wandkonstruktion hat Einfluss auf die Raumakustik, Leichtbauweise führt meist zu einem geringeren Bedarf an zusätzlichen Maßnahmen. Teppichboden oder schwere Vorhänge verändern die Raumakustik jedoch in einen Bereich der nicht unbedingt gedämpft werden soll. Auf tiefe zum Raumdröhnen führende Raummoden haben diese so gut wie keinen Einfluss.

### Sound-Systeme
Einige Anbieter bieten seit 1990 aufwendige sog. Raumkorrektursysteme mit Messmikrofonen und nutzen aktuelle Möglichkeiten digitaler Filterung, um den notwendigen Ausgleich für Raummoden zu implementieren. Angesichts der hohen Kosten für diese Systeme gibt es eine Kontroverse über den relativen Wert der Verbesserung in normalen Räumen. Optimale Nutzung erfordert Grundkenntnisse der akustischen Zusammenhänge vom Betreiber und eine umfangreiche Datenerfassung am Aufstellungsort, die automatisiert in der Einstellungsphase der Geräte vorgenommen werden muss. Die Kompensation und Entzerrung über den Frequenzgang des verwendeten Sound-Systems sind von begrenztem Nutzen, da zeitlich ablaufende Vorgänge nicht beeinflusst werden, wie die Nachhallzeit und Ein-Ausschwingvorgänge. Die Entzerrung passt nur für eine bestimmte Hörposition und kann bei falscher Anwendung dazu führen, dass andere Hörpositionen sogar verschlechtert werden. Weder die Lautsprecher- noch die Messmikrofonplatzierung darf in einem Knotenpunkt erfolgen, denn die akustisch bedingte Auslöschung einer Frequenz kann nicht durch erhöhte Verstärkung derselben Frequenz kompensiert werden. Eine solche Überkompensation würde die Lautsprecher ohne nennenswerten Nutzeffekt übersteuern.
Raumkorrektursysteme erfassen den Ist-Zustand-Frequenzgang am Messort, der Benutzer kann meist eine Zielkurve auswählen oder selbst gestalten und das Korrektursystem generiert eine Entzerrungskurve, die die Differenz von Zielkurve und Messkurve ausgleichen soll. Die Gestaltung der Zielkurve erfordert Kenntnisse und Beachtung der lokalen Gegebenheiten, eine vereinfachend eingesetzte linealgerade Frequenzgang-Vorgabe wäre ein typischer Anfängerfehler. Wenn auch ein im reflexionsfreien Raum gemessener Lautsprecher noch einen linearen Frequenzgang zeigte, ist beim praktischen Einsatz in Räumen neben den Raumresonanzen auch mit Reflexionen an Boden, Decke und Seitenwänden zu rechnen, die zeitverzögert eintreffen. Der resultierende gemessene Frequenzgang kann nicht mehr linear sein, weil das Zeitfenster der Messung groß genug sein muss, um den Aufbau der Raumresonanzen nicht auszuschließen.
Ein alternativer Kompromiss ist, die bekannten Raumresonanzfrequenzen möglichst vollständig durch den Einsatz digitaler Kammfilter oder Kerbfilter bei der Beschallung des Raumes zu unterdrücken. Eine weitere Möglichkeit ist, die Anzahl der Tieftonlautsprecher und Verstärkerkanäle zu erhöhen und diese über aufwendige digitale Verarbeitung gezielt bei den betroffenen Resonanzfrequenzen gegenphasig und unter Berücksichtigung der Signallaufzeiten durch den Raum anzusteuern und somit Reflexionen zum Teil auszulöschen, wobei der Aufstellungsort der Lautsprecher im Raum von besonderer Bedeutung ist. Damit gelingt zum Teil bei größeren Räumen und unter Vernachlässigung der Raummoden in tangentialer und diagonaler Ausrichtung eine Verbesserung der Wiedergabe.